# Dwergstaat

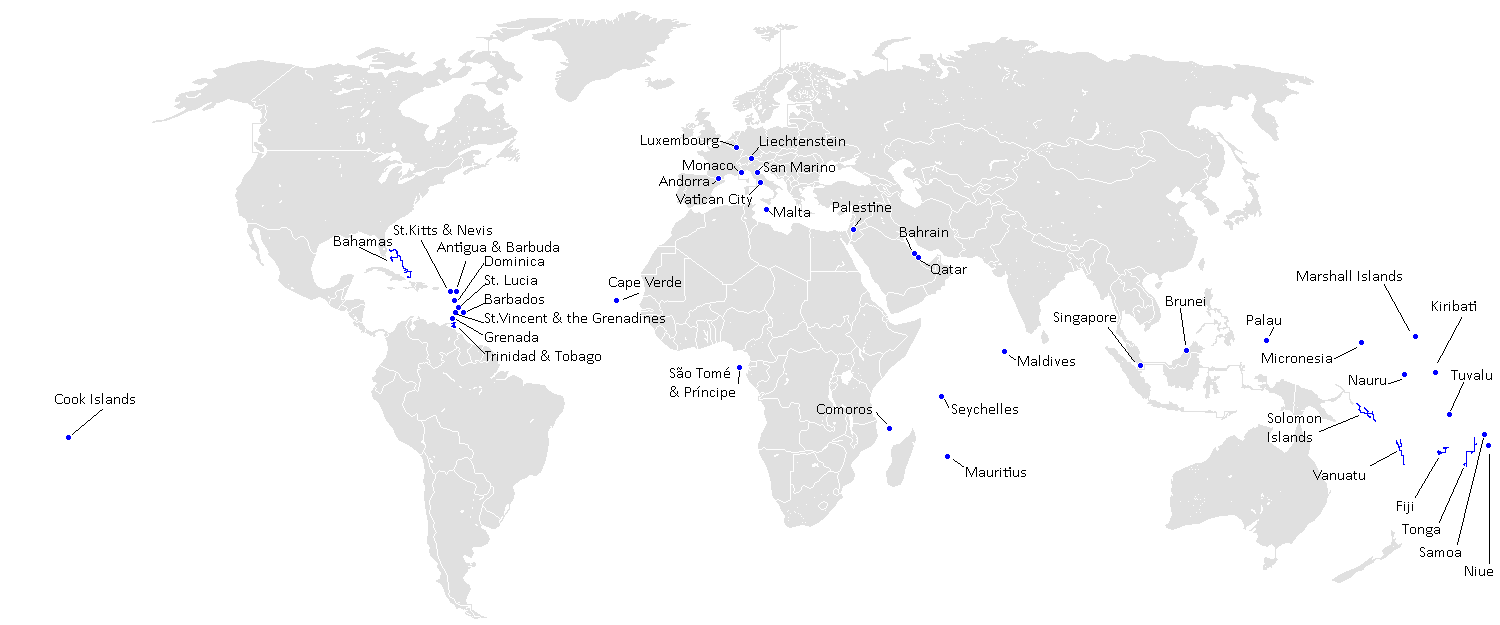
Dwergstaten

Een dwergstaat of ministaat is een staat met een zeer klein landoppervlak. Vaak – maar niet altijd – gaat het om een eilandstaat of stadstaat. Dwergstaat en ministaat zijn onofficiële benamingen, er zijn geen algemeen aanvaarde criteria voor wat wel en geen dwergstaat is.

## Oorzaken van het bestaan van dwergstaten
Dwergstaten bestaan door verschillende oorzaken.
- Eilandstaten hebben een geografie die zich goed leent voor zelfbestuur.
- Bij dwergstaten in berggebieden gaat het meestal om moeilijk toegankelijke gebieden, die vanuit de omringende landen niet of nauwelijks aan te vallen waren, terwijl de dwergstaat zelf zich goed kon verdedigen.
- Ook ontstaan veel dwergstaten doordat landen het niet eens kunnen worden over de loop van de grens, en er een verdrag gesloten wordt om het betwiste gebied onder zelfbestuur of dubbelbestuur te plaatsen.
- Ook historische anomalieën kunnen aanleiding geven tot de vorming van dwergstaten waardoor ze buiten grotere staten kunnen blijven.

## Afhankelijkheid
Dwergstaten kampen, net als eilandstaten (veel dwergstaten zijn bovendien ook eilandstaten), met een tekort aan economische hulpbronnen die middelen van bestaan kunnen garanderen. Dit leidde met name in de 19e eeuw tot een uittocht van jonge mensen die hun geluk elders gingen beproeven, waardoor de staten te kampen kregen met een braindrain en ontvolkt dreigden te raken. In de 20e eeuw wisten veel van hen nieuwe inkomensbronnen te vinden, geholpen door de toenemende mobiliteit. Sommige ministaten leven grotendeels van toerisme, anderen moeten het hebben van een bankgeheim, voordelige belastingfaciliteiten of het zijn van goedkoop vlagland. Andere, zoals Singapore en Hong Kong, profiteerden van hun gunstige ligging en ontwikkelden zich tot een handelshub.
Aan het bankgeheim, fiscale faciliteiten en het zijn van goedkoop vlagland kleven risico's. Het kan ergernis opwekken bij grotere (OESO-)landen, die zich zorgen maken over het weglekken van belastinggelden of misbruik door de georganiseerde misdaad. Dit kan leiden tot economische sancties waar de ministaat weinig tegenover kan stellen. Veel ministaten hebben dan ook een 'broodheer' (vaak de voormalige kolonisator of het buurland) die het in internationaal verband enigszins voor hen opneemt, onder voorwaarde dat het economisch beleid de 'broodheer' niet schaadt. Zo is Frankrijk de 'broodheer' van Andorra en Monaco, Zwitserland van Liechtenstein, Italië van San Marino en Vaticaanstad, en het Verenigd Koninkrijk van zijn voormalige koloniën. Van staatkundige eenheiden die niet onafhankelijk zijn is het moederland vaak de 'broodheer': het Verenigd Koninkrijk van Jersey, Guernsey, Man en Gibraltar, en China sinds eind jaren 90 van Hong Kong en Macau. Ook wordt vaak de defensie door de broodheer behartigd.
Een aantal dwergstaten is hierdoor economisch succesvol geworden.

## Europese dwergstaten
Europese dwergstaten zijn (gerangschikt naar aflopende grootte):
| Andorra       | 468 km²  |
| Malta         | 316 km²  |
| Liechtenstein | 160 km²  |
| San Marino    | 61 km²   |
| Monaco        | 2 km²    |
| Vaticaanstad  | 0,44 km² |

Een voorgestelde nieuwe dwergstaat is de Ordestaat van de Bektasji (0,11 km²).
Wel een staatkundige eenheid maar niet onafhankelijk zijn:
| Åland                | 1580 km² | Finland             |
| Faeröer              | 1399 km² | Denemarken          |
| Man                  | 572 km²  | Verenigd Koninkrijk |
| Akrotiri en Dhekelia | 254 km²  | Verenigd Koninkrijk |
| Jersey               | 116 km²  | Verenigd Koninkrijk |
| Guernsey             | 63 km²   | Verenigd Koninkrijk |
| Gibraltar            | 6 km²    | Verenigd Koninkrijk |

## Noord-Amerikaanse dwergstaten
| Dominica                       | 754 km² |
| Saint Lucia                    | 620 km² |
| Antigua en Barbuda             | 442 km² |
| Barbados                       | 420 km² |
| Saint Vincent en de Grenadines | 389 km² |
| Grenada                        | 344 km² |
| Saint Kitts en Nevis           | 261 km² |

Wel staatkundige eenheden, maar niet onafhankelijk zijn:
| Turks- en Caicoseilanden    | 948 km² | Verenigd Koninkrijk        |
| Curaçao                     | 444 km² | Koninkrijk der Nederlanden |
| Amerikaanse Maagdeneilanden | 347 km² | Verenigde Staten           |
| Kaaimaneilanden             | 264 km² | Verenigd Koninkrijk        |
| Saint-Pierre en Miquelon    | 242 km² | Frankrijk                  |
| Aruba                       | 180 km² | Koninkrijk der Nederlanden |
| Britse Maagdeneilanden      | 151 km² | Verenigd Koninkrijk        |
| Montserrat                  | 102 km² | Verenigd Koninkrijk        |
| Anguilla                    | 91 km²  | Verenigd Koninkrijk        |
| Sint-Maarten                | 54 km²  | Frankrijk                  |
| Bermuda                     | 53 km²  | Verenigd Koninkrijk        |
| Sint-Maarten                | 34 km²  | Koninkrijk der Nederlanden |
| Saint-Barthélemy            | 21 km²  | Frankrijk                  |

## Aziatische dwergstaten
| Singapore | 716 km² |
| Bahrein   | 665 km² |
| Maldiven  | 298 km² |

## Oceanische dwergstaten
| Tonga      | 748 km²  |
| Kiribati   | 717 km²  |
| Micronesia | 702 km²  |
| Palau      | 459 km²  |
| Tuvalu     | 26 km²   |
| Nauru      | 21,1 km² |

Wel staatkundige eenheden, maar niet onafhankelijk zijn:
| Frans-Polynesië      | 4000 km² | Frankrijk           |
| Guam                 | 549 km²  | Verenigde Staten    |
| Noordelijke Marianen | 264 km²  | Verenigde Staten    |
| Niue                 | 260 km²  | Nieuw-Zeeland       |
| Cookeilanden         | 236 km²  | Nieuw-Zeeland       |
| Wallis en Futuna     | 200 km²  | Frankrijk           |
| Amerikaans-Samoa     | 199 km²  | Verenigde Staten    |
| Norfolk              | 36 km²   | Australië           |
| Tokelau              | 12 km²   | Nieuw-Zeeland       |
| Pitcairneilanden     | 5 km²    | Verenigd Koninkrijk |

## Afrikaanse dwergstaten
| Comoren              | 2235 km² |
| Mauritius            | 2040 km² |
| Sao Tomé en Principe | 1001 km² |
| Seychellen           | 455 km²  |

Wel een staatkundige eenheid maar niet onafhankelijk zijn:
| Mayotte     | 374 km² | Frankrijk           |
| Sint-Helena | 122 km² | Verenigd Koninkrijk |

(Ter vergelijking: het eiland Texel heeft een oppervlakte van 170 km².)

## Historische dwergstaten
| Vrije stad Danzig     | 1920-1939            | 1966 km²  |                                                  |
| Republiek Gersau      | 1433-1798, 1814-1817 | 14,35 km² |                                                  |
| Neutraal Moresnet     | 1816-1920            | 3,44 km²  | (Condominium tussen Nederland/België en Pruisen) |
| Abdijvorstendom Thorn | ±1150-1794           | 1,5 km²   |                                                  |